# Petroglyf

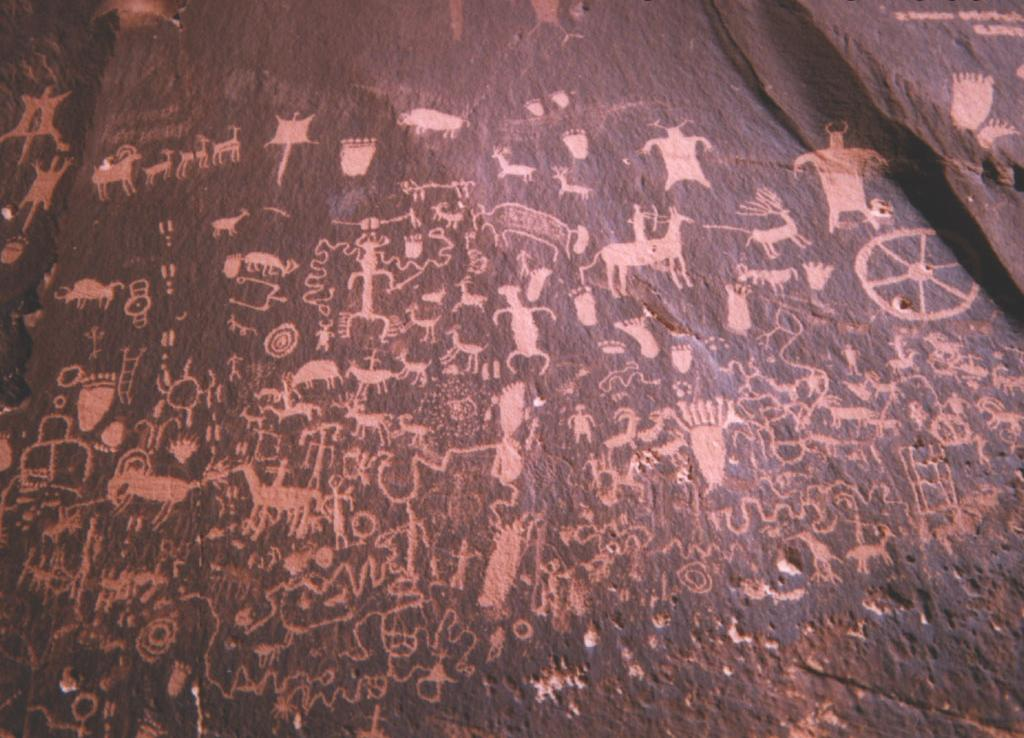
Petroglyfy v Canyon Lands National Park v americkém státě Utah

Petroglyf je obraz na skále vytvořený v pravěku nebo v pozdějších dobách opracováním povrchu kamenu řezáním, dlabáním, tesáním, obrušováním nebo malbou, nejčastěji kombinací těchto technik. Lze je najít na různých pustých územích, téměř po celém světě (kromě Antarktidy). Většinou pocházejí z holocénu. Pojem byl vytvořen ze starořeckých slov petros („kámen“) a glyphein („tesat“). Ze současných jazyků nejdříve zdomácněl ve francouzštině jako pétroglyphe.

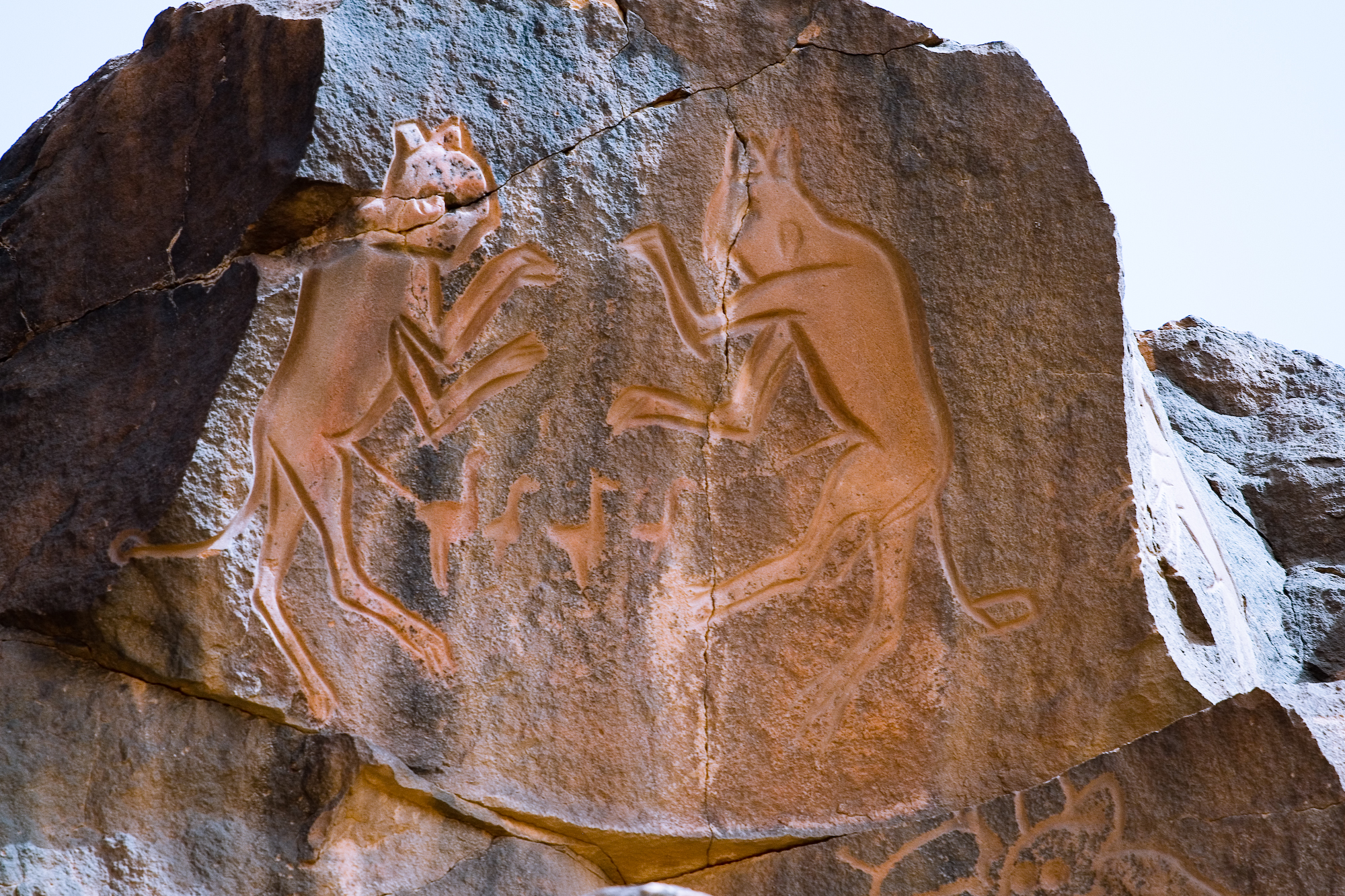

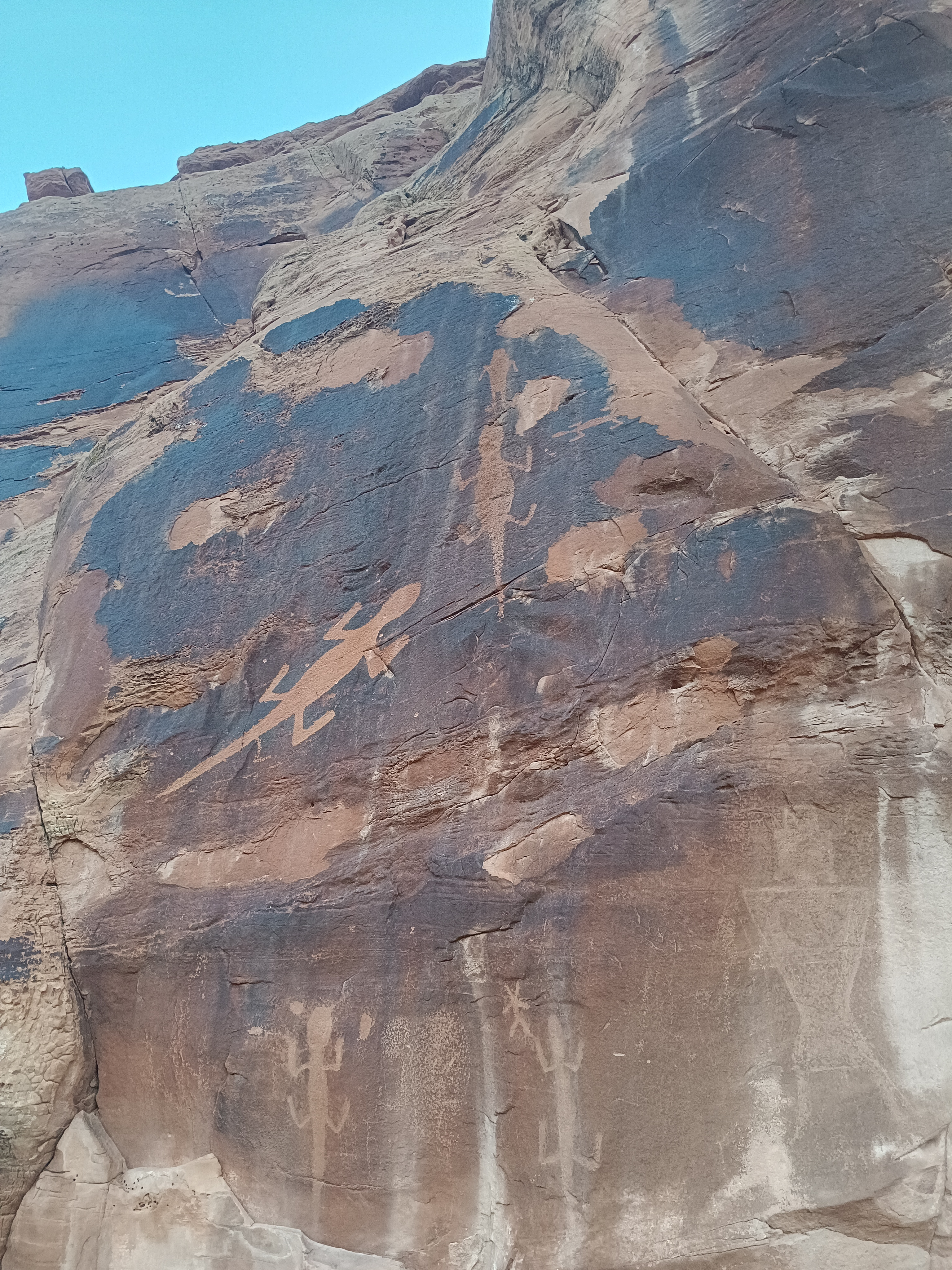
Indiánské petroglyfy

## Evropské příklady
Petroglyfy vznikaly v minulosti na mnoha místech světa. Zajímavým příkladem jsou petroglyfy neznámého stáří (zřejmě neolit až středověk), zobrazující podivné postavy „hráčů na flétnu“ v polských Svatokřížských horách. Byly vytvořeny v asociaci s fosilními otisky tříprstých stop druhohorních dinosaurů z období spodní jury, může se tedy jednat i o pokus o jakousi interpretaci podoby jejich původce.